# ماركو سالا (لاعب كرة قدم)
ماركو سالا (بالإيطالية: Marco Sala) هو لاعب كرة قدم إيطالي في مركز ظهير ‏، ولد في 4 يونيو 1999 في رو في إيطاليا. شارك مع منتخب إيطاليا تحت 21 سنة لكرة القدم. أما مع النوادي، فقد لعب مع إنتر ميلان ونادي ساسولو ونادي فيرتوس إينتيلا.

## وصلات خارجية
- ماركو سالا (لاعب كرة قدم) على موقع قاعدة بيانات كرة القدم.إي يو (الإنجليزية)
- ماركو سالا (لاعب كرة قدم) على موقع Soccerway.com (الإنجليزية)
- ماركو سالا (لاعب كرة قدم) على موقع عالم كرة القدم.نت (الإنجليزية)